# Célérifère
De Célérifère was de naam van een waarschijnlijk fictieve voorloper van de fiets. 
In 1891 meende de Franse journalist en kroniekschrijver Louis Baudry de Saunier de uitvinding van de fiets te traceren tot 1790 en deze toe te schrijven aan een landgenoot, in zijn Histoire générale de la velocipedie.
Daartoe bedacht hij vanuit het niets een fictieve uitvinder, de Comte de Sivrac, en tekende hij de plannen voor deze machine waarvan hij beweerde dat hij de voorouder zou zijn van de begin 19e eeuw in Duitsland ontwiikkelde loopfiets. 
Dit bedrog werd uiteindelijk ontdekt in de tweede helft van de twintigste eeuw. Er was 4 juni 1817 inderdaad een patent ingediend door een zekere Jean-Henri Siévrac, maar dat betrof nader beschouwd een paardenkoets.
Ondanks het feit dat het een hoax betrof, werden in de 19e eeuw definities en beschrijvingen gepubliceerd van het apparaat als had het werkelijk ooit bestaan.

## Bron
- Le Monde (1977/04/02): Un imposteur nomme celerifere.